# Línea 140 (EMT Madrid)
La línea 140 de la EMT de Madrid une entre sí las áreas intermodales de Pavones y Canillejas.

## Historia
Esta línea empezó circulando entre la estación de Portazgo y la Colonia Jesús Divino Obrero en 1975. Más tarde, su recorrido fue ampliado hasta Atocha, uniendo la glorieta del Emperador Carlos V y Palomeras Sureste a través de la avenida de la Ciudad de Barcelona, la avenida de la Albufera y la Colonia El Sardinero. Tenía una variante (140 con raya roja) que, desde la calle Pío Felipe, se dirigía hacia el polígono de Fontarrón. Como curiosidad se estudió ampliarla primero hasta la zona de San Diego, hacia 1978, pero finalmente esa remodelación no se llevó a cabo.
La variante desapareció en 1990 para ser sustituida por la línea 141, y la línea 140 con ese recorrido desapareció en 1996, absorbiendo su recorrido por la Colonia El Sardinero y Palomeras Sureste la línea 54, que vio modificado su itinerario.
La línea 140 reapareció el 28 de marzo de 1998, mientras se terminaba de construir el desarrollo de Las Rosas, con un recorrido muy similar al actual. El 21 de julio de 2005, la línea prolongó su recorrido desde la calle Fuente Carrantona y estableció su cabecera en el nuevo área intermodal de Pavones. En octubre de 2010, la línea extendió su recorrido hasta el área intermodal de Canillejas. Con la prolongación hasta esta nueva cabecera, la línea alcanzó una longitud media de 8,749 km, que mantiene en la actualidad.

## Características
La línea comunica Canillejas (barrio y estación de metro) con Moratalaz (estación de Pavones y barrio de Horcajo), atravesando vías importantes de los distritos de Moratalaz y San Blas-Canillejas.

### Frecuencias
| Lunes a viernes laborables |               |
| De 6:00 a 7:00             | 10-18 minutos |
| De 7:00 a 20:00            | 10-13 minutos |
| De 20:00 a 23:00           | 12-18 minutos |
| Sábados laborables         |               |
| De 6:00 a 17:00            | 19-24 minutos |
| De 17:00 a 23:00           | 14-20 minutos |
| Domingos y festivos        |               |
| De 7:00 a 11:00            | 18-31 minutos |
| De 11:00 a 22:00           | 17-20 minutos |
| De 22:00 a 23:00           | 19-25 minutos |

## Recorrido y paradas

### Sentido Canillejas
La línea inicia su recorrido en el intercambiador de Pavones, en las dársenas situadas junto al metro en la calle Hacienda de Pavones, punto desde el cual sale a la calle Fuente Carrantona girando a la derecha.
A continuación, recorre dicha calle hasta llegar a la plaza de Alsacia, donde toma la salida de la calle de Aquitania. Recorre esta calle entera siguiendo de frente al final por la calle de Suecia.
Circula por esta calle hasta girar a la izquierda por la calle María Sevilla Diago, que recorre hasta girar a la derecha por la avenida de Canillejas a Vicálvaro. Circulando por esta avenida, gira a la derecha para tomar la calle Fenelón, que abandona enseguida girando a la izquierda por la calle Lucano, que recorrerá hasta la intersección con la calle del Canal del Bósforo, que toma girando otra vez a la izquierda. Por la calle del Canal del Bósforo sale de nuevo a la Avenida de Canillejas a Vicálvaro girando a la derecha, y la recorre hasta desembocar en la calle de Alcalá girando a la derecha.
Llegando a las proximidades del intercambiador de Canillejas, la línea gira a la izquierda por la avenida de Jaca, para girar a la derecha por la calle de Josefa Valcárcel hasta llegar al intercambiador de Canillejas, donde establece su cabecera.
| Código | Parada                                  | Común con          | Conexiones con Metro   | Otros |
| ------ | --------------------------------------- | ------------------ | ---------------------- | ----- |
| 3031   | PAVONES (Intercambiador)                |                    | Pavones                |       |
| 1054   | Fuente Carrantona-Hacienda de Pavones   | 100                |                        |       |
| 1056   | Fuente Carrantona-Luis de Hoyos         | 100 E4             |                        |       |
| 1058   | Fuente Carrantona-García Tapia          | 100 E4             |                        |       |
| 4395   | Fuente Carrantona-García Tapia          |                    |                        |       |
| 5361   | Fuente Carrantona-José Bergamín         | E4                 |                        |       |
| 4763   | Fuente Carrantona-Avenida de Daroca     | E2                 |                        |       |
| 4635   | Alsacia                                 | 106 E2             | Alsacia                |       |
| 4636   | Aquitania-Capri                         | 106 159 E2 287     |                        |       |
| 3658   | Aquitania-Nuremberg                     | 106 159            |                        |       |
| 4637   | Aquitania-República Eslovaca            | 106 159 E2 287     |                        |       |
| 4210   | Aquitania-Toscana                       | 106 153 159 E2 287 | Avenida de Guadalajara |       |
| 4407   | Suecia-Romanía                          | 153 E2             |                        |       |
| 4409   | Suecia-Francfort                        | 153                |                        |       |
| 4411   | Metro Las Rosas                         | 153 E2             | Las Rosas              |       |
| 4413   | Suecia-Bucarest                         | 38                 |                        |       |
| 4415   | Suecia-Manchester                       | E2                 |                        |       |
| 4417   | Suecia-Catania                          | E2                 |                        |       |
| 4419   | Metro Las Musas                         |                    | Las Musas              |       |
| 4421   | Sevilla Diego-Avenida de Canillejas     | 38                 |                        |       |
| 4497   | Avenida de Canillejas-Fenelón           | 48                 |                        |       |
| 3941   | Lucano-Fenelón                          | 28 48              |                        |       |
| 3942   | Lucano-Canal del Bósforo                | 28 48              |                        |       |
| 4423   | Canal del Bósforo-Avenida de Canillejas |                    |                        |       |
| 5998   | Avenida de Canillejas-Néctar            | 153 165            |                        |       |
| 2951   | Alcalá-Avenida Canillejas               | 77 105 153 SE721   | Torre Arias            |       |
| 2953   | Alcalá-San Mariano                      | 77 105 153 165     |                        |       |
| 2955   | Alcalá-Esfinge                          | 77                 |                        |       |
| 4639   | Avenida de Jaca                         |                    |                        |       |
| 5713   | CANILLEJAS (Área Intermodal)            |                    | Canillejas             |       |

### Sentido Pavones
El recorrido de vuelta es igual al de ida pero en sentido contrario con varias salvedades:
- Al inicio del recorrido, la línea se incorpora directamente a la calle de Alcalá, en lugar de circular por la avenida de Jaca y la calle de Josefa Valcárcel.
- Dentro del barrio de Canillejas, la línea circula por la calle de Etruria en lugar de hacerlo por la calle Fenelón.
- Circula por la avenida de Arcentales y la avenida de Niza, girando desde ésta ya a la calle María Sevilla Diago.
- Circula por la avenida de Canillejas a Vicálvaro y la avenida de Guadalajara, en lugar de hacerlo por la calle de Aquitania.

| Código | Parada                                    | Común con          | Conexiones con Metro   | Otros |
| ------ | ----------------------------------------- | ------------------ | ---------------------- | ----- |
| 5713   | CANILLEJAS (Área Intermodal)              |                    | Canillejas             |       |
| 3407   | Alcalá-Esfinge                            | 77                 |                        |       |
| 2954   | Alcalá-San Mariano                        | 77 105 153 165     |                        |       |
| 4427   | Torre Arias                               | 153                | Torre Arias            |       |
| 4426   | Avenida de Canillejas-Néctar              | 165                |                        |       |
| 4424   | Canal del Bósforo-Avenida de Canillejas   |                    |                        |       |
| 994    | Lucano-Aquiles                            |                    |                        |       |
| 2491   | Lucano-Fenelón                            | 48                 |                        |       |
| 2489   | Etruria-Troya                             | 48                 |                        |       |
| 4783   | Arcentales-Avenida de Canillejas          | 38 167 286 288 289 |                        |       |
| 4784   | Junta Municipal San Blas-Canillejas       | 38 167 286 288 289 |                        |       |
| 4420   | Metro Las Musas                           |                    | Las Musas              |       |
| 4418   | Suecia-Catania                            |                    |                        |       |
| 4416   | Suecia-Manchester                         | E2                 |                        |       |
| 4414   | Suecia-Bucarest                           | 38                 |                        |       |
| 4412   | Metro Las Rosas                           | E2                 | Las Rosas              |       |
| 4410   | Suecia-Francfort                          | 153                |                        |       |
| 4408   | Suecia-Romanía                            | 153 E2             |                        |       |
| 51011  | Suecia-Avenida de Canillejas              | 153                |                        |       |
| 4509   | Avenida de Guadalajara-Albericia          | 106 159 E2 287     | Avenida de Guadalajara |       |
| 4507   | Avenida de Guadalajara-República Eslovaca | 106 159 E2 287     |                        |       |
| 4400   | Avenida de Guadalajara-Capri              | 106 159 287        |                        |       |
| 4655   | Alsacia                                   | 106 E2             | Alsacia                |       |
| 4762   | Fuente Carrantona-Avenida de Daroca       | E2                 |                        |       |
| 5362   | Fuente Carrantona-José Bergamín           | E4                 |                        |       |
| 4396   | Fuente Carrantona-García Tapia            |                    |                        |       |
| 1059   | Fuente Carrantona-García Tapia            | 100 E4             |                        |       |
| 1057   | Fuente Carrantona-Luis de Hoyos           | 100 E4             |                        |       |
| 1055   | Fuente Carrantona-Hacienda de Pavones     | 100                |                        |       |
| 3031   | PAVONES (Intercambiador)                  |                    | Pavones                |       |

## Galería de imágenes

Mapa zonal de la estación de metro de Pavones con los recorridos de las líneas de autobuses, entre las que aparece el 140.
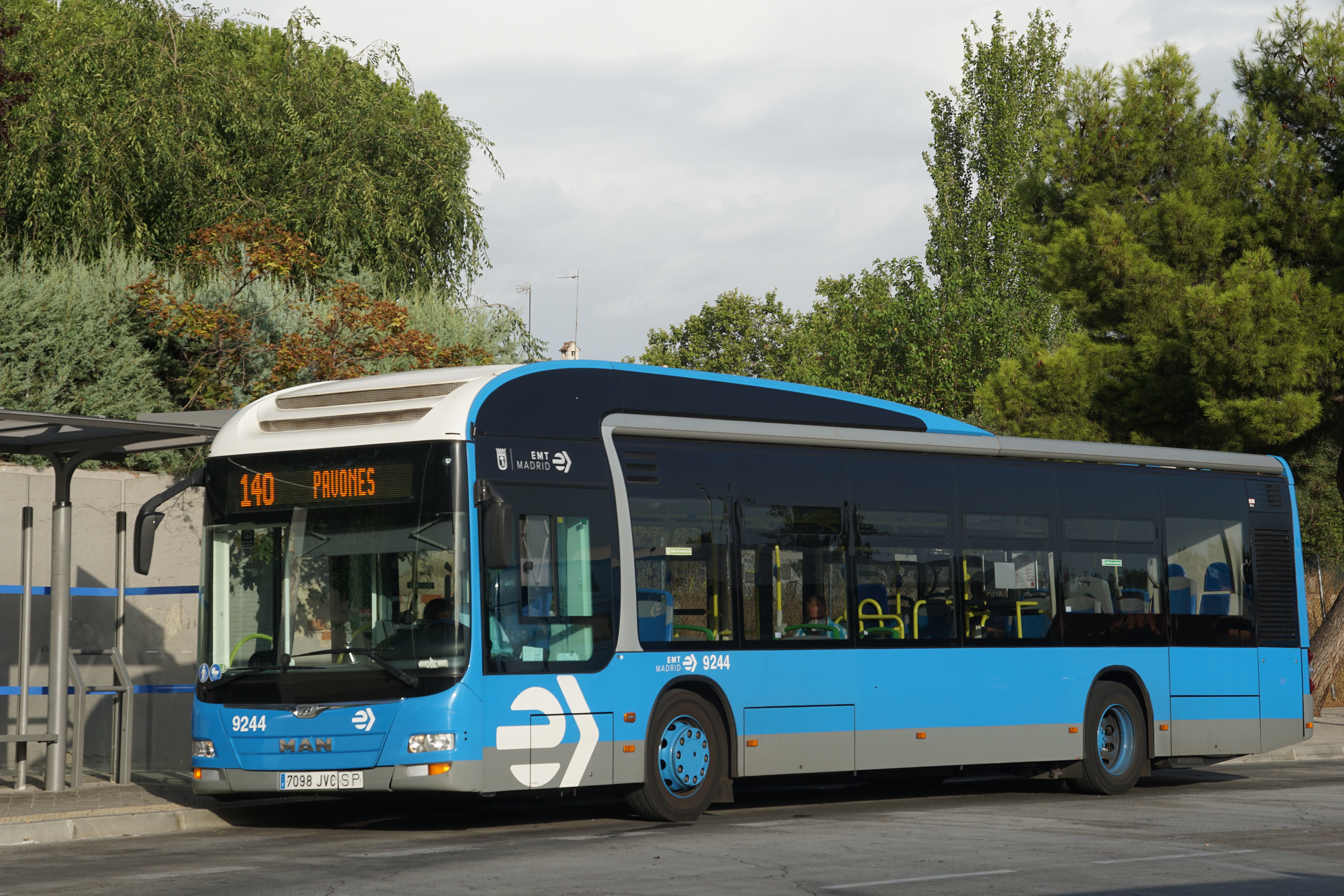
Final de la línea 140 en el intercambiador de Canillejas